# Леснополянский сельсовет (Новосибирская область)
Леснополянский сельсовет — сельское поселение в Коченёвском районе Новосибирской области Российской Федерации.
Административный центр — железнодорожная станция Лесная Поляна.

## История
Статус и границы сельского поселения установлены Законом Новосибирской области от 2 июня 2004 года № 200-ОЗ «О статусе и границах муниципальных образований Новосибирской области»

## Население
| 2002  | 2010  | 2012  | 2013  | 2014  | 2015  | 2016  |
| ----- | ----- | ----- | ----- | ----- | ----- | ----- |
| 1106  | ↗1115 | ↗1178 | ↗1224 | ↘1218 | ↗1221 | ↗1230 |
| 2017  | 2018  | 2019  | 2020  | 2021  |       |       |
| ↘1222 | ↗1223 | ↘1219 | →1219 | ↘1204 |       |       |

## Состав сельского поселения
| № | Населённый пункт | Тип населённого пункта                          | Население |
| - | ---------------- | ----------------------------------------------- | --------- |
| 1 | 3273 км          | железнодорожная станция                         | ↘8        |
| 2 | Лесная Поляна    | железнодорожная станция, административный центр | ↘961      |
| 3 | Ольшанский       | посёлок                                         | ↘44       |
| 4 | Сартаково        | село                                            | ↘102      |